# كلود مورايس
كلود مورايس (بالإنجليزية: Claude Moraes)‏ (و. 1965 – م) هو سياسي من المملكة المتحدة . ولد في عدن .وهو عضواً في حزب العمال .

## مناصب
تولى منصب عضو البرلمان الأوروبي .

## التعليم
تعلم في جامعة دندي، وكلية لندن للاقتصاد